# 赤峰戰鬥
赤峰戰鬥發生於1933年3月1日－3日，地點則是在中國熱河南部一帶。是抗日戰爭初期的主要戰鬥之一，交戰一方為守軍之國民革命軍，另一方則為日軍。而中國軍隊領導者為孫殿英。最後，日軍北路獲勝，攻佔凌源。